# Wilf–Zeilberger-par
Inom matematiken, specifikt inom kombinatorik, är ett Wilf–Zeilberger-par eller WZ-par ett par av funktioner som satisfierar vissa krav och som kan användas till att verifiera flera kombinatoriska identiteter. WZ-paren är uppkallade efter Herbert S. Wilf och Doron Zeilberger.

## Definition
Två funktioner F och G bildar ett WZ-par om följande är satisfierat:
{\displaystyle F(n+1,k)-F(n,k)=G(n,k+1)-G(n,k)\,}
{\displaystyle \lim _{M\to \pm \infty }G(n,M)=0.\,}
I så fall är
{\displaystyle \sum _{k=-\infty }^{\infty }[F(n+1,k)-F(n,k)]=0}
eftersom 
{\displaystyle {\begin{aligned}\sum _{k=-\infty }^{\infty }[F(n+1,k)-F(n,k)]&{}=\lim _{M\to \infty }\sum _{k=-M}^{M}[F(n+1,k)-F(n,k)]\\&{}=\lim _{M\to \infty }\sum _{k=-M}^{M}[G(n,k+1)-G(n,k)]\\&{}=\lim _{M\to \infty }[G(n,M+1)-G(n,-M)]\\&{}=0-0\\&{}=0.\end{aligned}}}
Om F och G bildar ett WZ-par satisfierar de relationen
{\displaystyle G(n,k)=R(n,k)F(n,k),}
där {\displaystyle R(n,k)} är en rationell funktion av n och k.

## Exempel
Ett WZ-par kan användas till att verifiera identiteten
{\displaystyle \sum _{k=-\infty }^{\infty }(-1)^{k}{n \choose k}{2k \choose k}4^{n-k}={2n \choose n}}
genom att använda
{\displaystyle R(n,k)={\frac {2k-1}{2n+1}}.}
Definiera följande funktioner:
{\displaystyle {\begin{aligned}F(n,k)&={\frac {(-1)^{k}{n \choose k}{2k \choose k}4^{n-k}}{2n \choose n}}\\G(n,k)&=R(n,k)F(n,k-1).\end{aligned}}}
Då bildar F och G ett WZ-par.